# 22-га окрема бригада спеціального призначення (СРСР)
22-га окрема бригада спеціального призначення (22 ОБрСпП, в/ч 11659; з 1985: 71521; з 1988: 11659) — формування військ спеціального призначення Радянської армії, що існувало у 1976—1992 роках.
Після розпаду СРСР бригада увійшла до складу Збройних сил Російської Федерації під тією ж назвою — 22-га окрема бригада спеціального призначення.

## Історія
24 липня 1976 року була створена 22-га бригада спеціального призначення була у м. Капчагай, Алма-Атинська область.
Після розпаду СРСР бригада увійшла до складу Збройних сил Російської Федерації під тією ж назвою — 22-га окрема бригада спеціального призначення.

## Матеріали
- Michael Holm, 22nd independent Special Forces Brigade GRU(англ.) // ww2.dk